# Kissimmee
Pour les articles homonymes, voir Kissimmee (homonymie).
Kissimmee (en anglais [kiˈsɪmi]) est une ville américaine, siège du comté d’Osceola, dans l’État de Floride. Elle se trouve sur la rive nord du lac Tohopekaliga. Lors du recensement de 2010, sa population s’élève à 59 682 habitants.

## Histoire

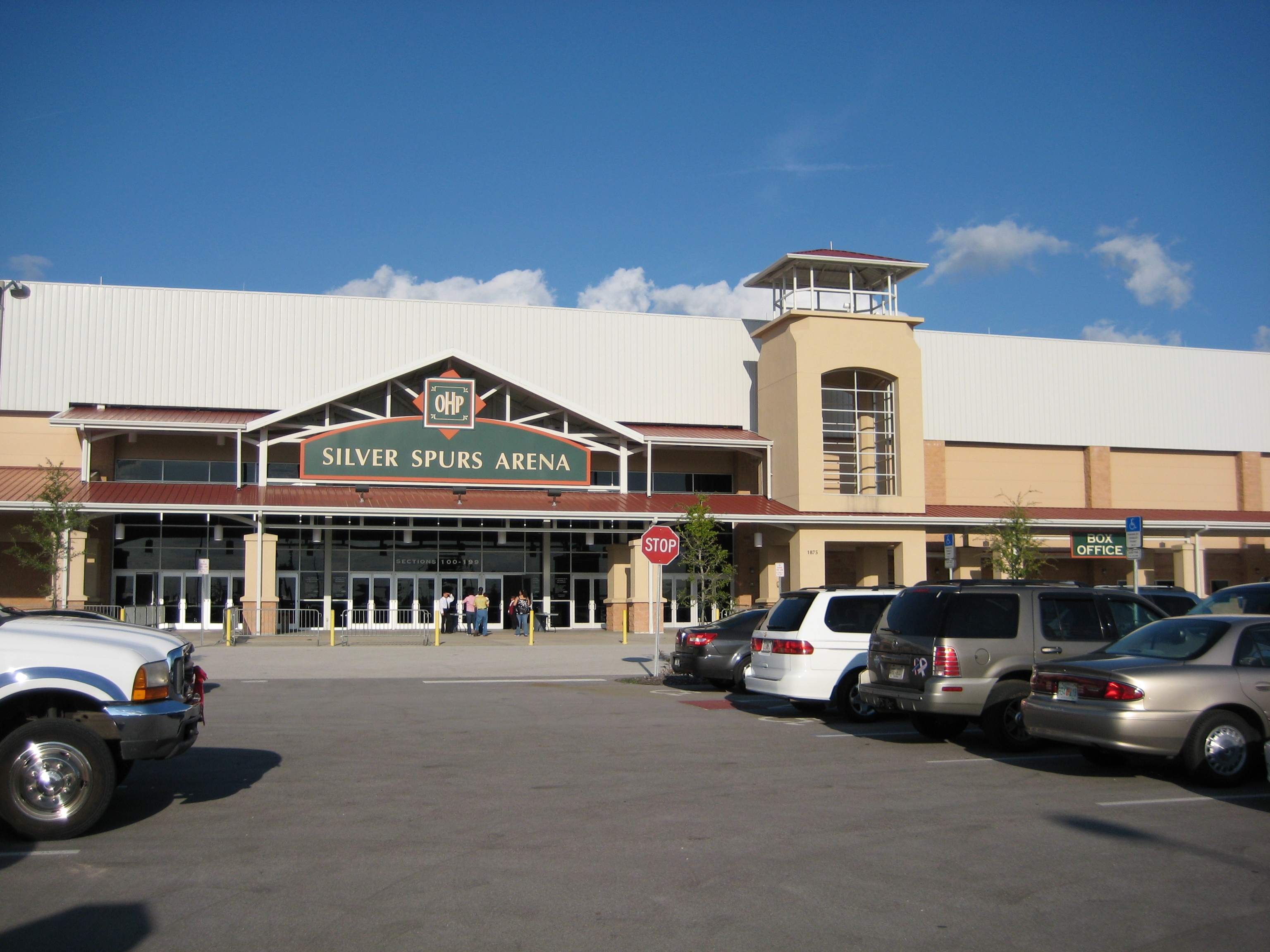
Silver Spurs Arena.

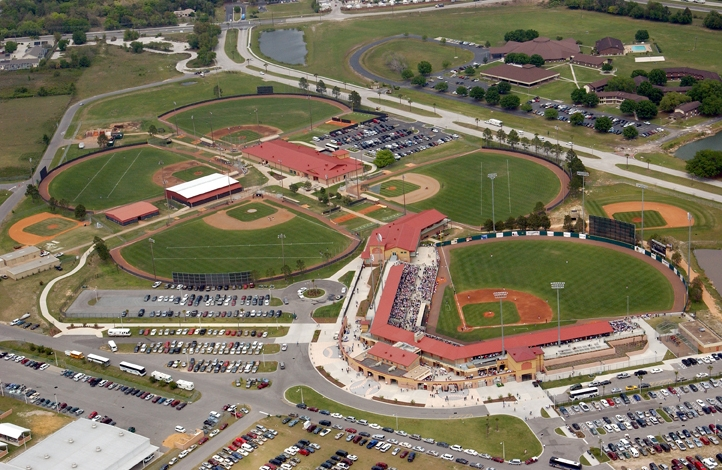
Osceola County Stadium.

Kissimmee est fondée au milieu du XIXe siècle sous le nom d’Allendale. Le nom actuel date de 1883, date à laquelle le statut de ville lui est accordé. Kissimmee compte 4 310 habitants en 1950. À cette époque, l'économie repose principalement sur les agrumes et l'élevage. L'élevage reste une partie importante de l'économie locale jusqu'à l'ouverture à proximité de Walt Disney World en 1971. Après cela, le tourisme et le développement supplante l'élevage du bétail dans une large mesure, mais les ranchs de bétail continuent de fonctionner à proximité, en particulier dans la partie sud du comté d'Osceola. Quelque 4,5 millions de touristes viennent chaque année pour les mini-golfs, parcs aquatiques, pistes de karts, motels, centres commerciaux et parcs d'attractions de la ville.
Le chantier naval de Kissimmee est responsable de la construction de la plupart des bateaux à vapeur de la région. Le chemin de fer sud de la Floride, la ligne de Sanfordm passe vers Kissimmee, faisant de la ville sur le lac Tohopekaliga une plaque tournante du transport vers le centre de la Floride.
Le 13 août 2004, l'ouragan Charley traverse Kissimmee avec des vents de plus de 100 miles par heure, les maisons et les bâtiments dommageables, renversant des arbres et coupant l'alimentation électrique de la ville entière. Kissimmee Utility Authority rétablit le courant à 54 % des habitants dans les 72 premières heures ; 85 % sont restaurées en une semaine. Le service a été rétabli pour tous les habitants le 28 août. Trois semaines après l'ouragan Charley, la région est frappée par l'ouragan Frances, suivie par l'ouragan Jeanne trois semaines plus tard.

## Géographie

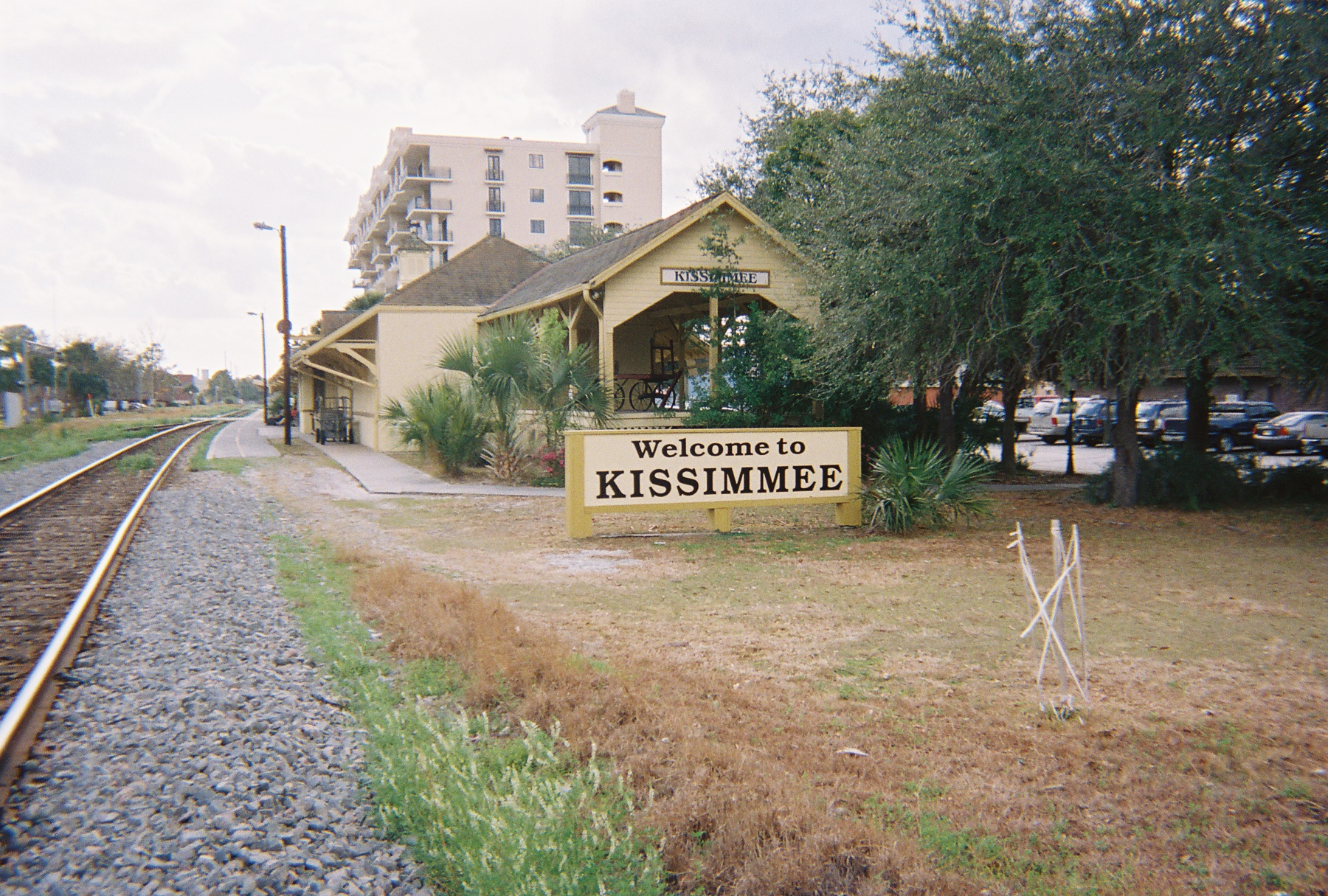
La gare de Kissimmee, desservie par Amtrak, sur la Atlantic Coast Line Railroad.

La ville a une superficie totale de 17,32 mi2 (44,9 km2), dont 16,7 mi2 (43 km2) de terres et 0,6 mi2 (2 km2) d'eau (3,7 %). Kissimmee et la ville de Saint Cloud sont les colonies incorporés dans le comté. Les villes se trouvent à proximité les unes des autres le long des routes américaines 192 et 441.
Le centre-ville se trouve près de l'intersection de la US Highway 17/92 et US la Highway 192. Le centre-ville de Kissimmee ne possède pas de gratte-ciel, la plupart des édifices sont à deux ou trois étages. Le bâtiment le plus grand et le plus haut de la ville est le palais de justice du comté d'Osceola. La rue principale qui traverse le centre de la ville est une combinaison de trois petites rues : Main Street, la rue Broadway, et Emmett Street.

## Démographie
| Groupe            | Kissimmee | Floride | États-Unis |
| ----------------- | --------- | ------- | ---------- |
| Blancs            | 66,1      | 75,0    | 72,4       |
| Autres            | 12,9      | 3,6     | 6,2        |
| Afro-Américains   | 12,4      | 16,0    | 12,6       |
| Métis             | 4,7       | 2,5     | 2,9        |
| Asiatiques        | 3,4       | 2,4     | 4,8        |
| Amérindiens       | 0,6       | 0,4     | 0,9        |
| Total             | 100       | 100     | 100        |
|                   |           |         |            |
| Latino-Américains | 58,9      | 22,5    | 16,7       |

Selon l’American Community Survey, pour la période 2011-2015, 54,90 % de la population âgée de plus de 5 ans déclare parler l’espagnol à la maison, 37,46 % déclare parler l'anglais, 1,42 % l’arabe, 0,91 % le tagalog, 0,82 % une langue chinoise, 0,77 % un créole français, 0,77 % le portugais, 0,63 % le français et 2,32 % une autre langue.
| 1890  | 1900  | 1910  | 1920  | 1930  | 1940  |
| ----- | ----- | ----- | ----- | ----- | ----- |
| 1 086 | 1 132 | 2 157 | 2 722 | 3 163 | 3 225 |

| 1950  | 1960  | 1970  | 1980   | 1990   | 2000   |
| ----- | ----- | ----- | ------ | ------ | ------ |
| 4 310 | 6 845 | 7 119 | 15 487 | 30 050 | 47 814 |

| 2010   | - | - | - | - | - |
| ------ | - | - | - | - | - |
| 59 682 | - | - | - | - | - |

## Personnalités liées à la ville
- Vassar Clements, musicien ;
- A. J. McLean, chanteur des Backstreet Boys ;
- Jonathan Summerton, pilote automobile ;
- Justin Gatlin, sprinteur ;
- Brownie Wise, femme d'affaires.

## Source
- (en) Cet article est partiellement ou en totalité issu de l’article de Wikipédia en anglais intitulé « Kissimmee, Florida » (voir la liste des auteurs).